# Range Rover Sport
De Range Rover Sport is een vierwielaangedreven SUV geproduceerd door het Britse merk Land Rover. De eerste generatie werd vanaf 2005 geproduceerd en werd vervangen door een tweede generatie Sport in 2013. In 2022 werd de derde generatie van de Sport gelanceerd.
De Range Rover Sport is een vijfdeurs fullsize SUV, ontworpen als sportievere en compactere variant van de Range Rover. Dit model werd ontwikkeld als antwoord op de succesvolle BMW X5 en Porsche Cayenne. Formeel is de volledige naam van de auto Land Rover Range Rover Sport, waarbij het merk Land Rover is en het model Range Rover Sport.

## Eerste generatie (2005–2013)

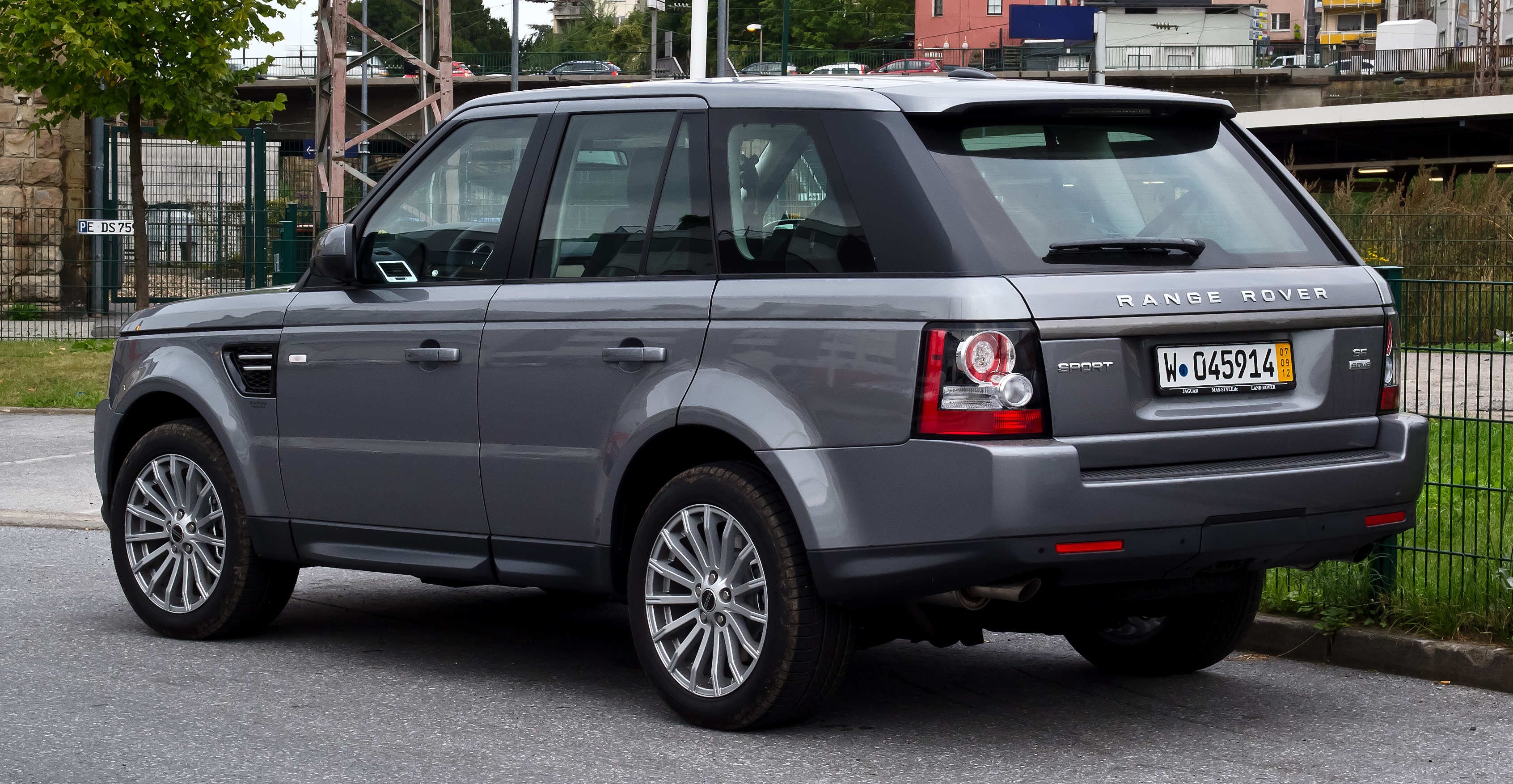
Range Rover Sport generatie I

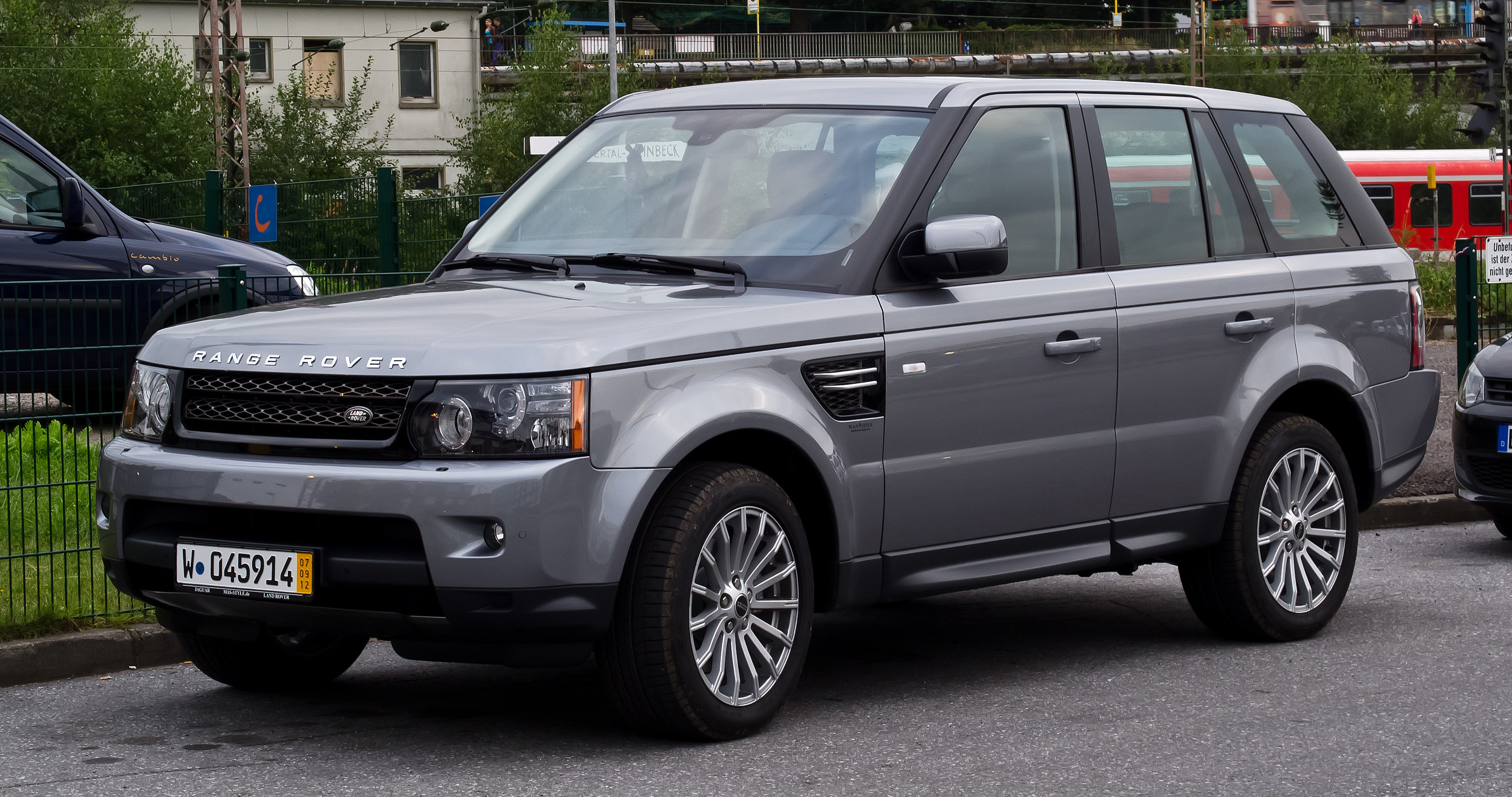
Range Rover Sport generatie I

De eerste generatie Range Rover Sport beleefde op 9 januari 2005 in Detroit tijdens de North American International Auto Show zijn wereldpremière en werd in maart datzelfde jaar op de Nederlandse markt leverbaar.
De Sport werd voorafgegaan door de Range Stormer, de eerste concept car van Land Rover, die een jaar eerder op dezelfde autoshow werd gepresenteerd. Dit studiemodel was voor het merk een ongewoon sportieve driedeurs coupé en beschikte over vleugeldeuren, een Jaguar V8 benzinemotor en een futuristisch interieur. Het model werd in deze vorm nooit in productie genomen. 
Een replica van de Stormer werd gebouwd door West Coast Customs voor Sheikh Hamdan bin Mohammed Al Maktoum, kroonprins van Dubai, ter gelegenheid van de opening van West Coast Customs Dubai. De Range Stormer concept car is te zien in het Heritage Motor Centre in Gaydon, Engeland.

### Kenmerken
De eerste generatie Range Rover Sport (type L320) is gebaseerd op het platform van de derde generatie Land Rover Discovery, maar met een 14 centimeter kortere wielbasis. Het ontwerp is van de hand van Richard Woolley, die ook de Range Stormer tekende. Het ontwerp van de Sport kenmerkt zich door de schuinere voor- en achterruit, de spoiler op de achterklep, de brede wielkasten en vlakkere motorkap ten opzichte van de standaard Range Rover. Bij introductie waren een drietal motoren voor de Range Rover Sport beschikbaar, een V6 dieselmotor afkomstig van PSA en twee V8 benzinemotoren, afkomstig van Jaguar.
| Model               | Cilinderinhoud | Vermogen        | Koppel              | Type                   | Leverperiode      |
| ------------------- | -------------- | --------------- | ------------------- | ---------------------- | ----------------- |
| Benzine             |                |                 |                     |                        |                   |
| 4.4 V8              | 4394 cm³       | 200 kW (300 pk) | 425 Nm bij 4000 tpm | 8 cilinders, in V-vorm | 03/2005 - 10/2007 |
| 4.2 V8 Supercharged | 4196 cm³       | 287 kW (390 pk) | 550 Nm bij 3500 tpm | 8 cilinders, in V-vorm | 03/2005 - 09/2009 |
| Diesel              |                |                 |                     |                        |                   |
| TDV6                | 2720 cm³       | 140 kW (190 pk) | 440 Nm bij 1900 tpm | 6 cilinders, in V-vorm | 03/2005 - 09/2009 |
| TDV8                | 3630 cm³       | 200 kW (275 pk) | 640 Nm bij 2000 tpm | 8 cilinders, in V-vorm | 09/2006 - 09/2009 |

In de zomer van 2009 kreeg de Range Rover Sport een facelift. Het exterieur en interieur werd hierbij licht gemoderniseerd, de ondersteltechniek werd met adaptieve dempers en een vernieuwd remsysteem verbeterd, en het motorgamma werd vernieuwd.
| Model               | Cilinderinhoud | Vermogen        | Koppel              | Type                   | Leverperiode      |
| ------------------- | -------------- | --------------- | ------------------- | ---------------------- | ----------------- |
| Benzine             |                |                 |                     |                        |                   |
| 5.0 V8 Supercharged | 4999 cm³       | 375 kW (510 pk) | 625 Nm bij 2500 tpm | 8 cilinders, in V-vorm | 09/2009 - 07/2013 |
| Diesel              |                |                 |                     |                        |                   |
| TDV6 3.0            | 2993 cm³       | 180 kW (245 pk) | 600 Nm bij 2000 tpm | 6 cilinders, in V-vorm | 09/2009 - 07/2013 |
| SDV6 3.0            | 2993 cm³       | 188 kW (256 pk) | 600 Nm bij 2000 tpm | 6 cilinders, in V-vorm | 01/2012 - 07/2013 |

## Tweede generatie (2013–2022)

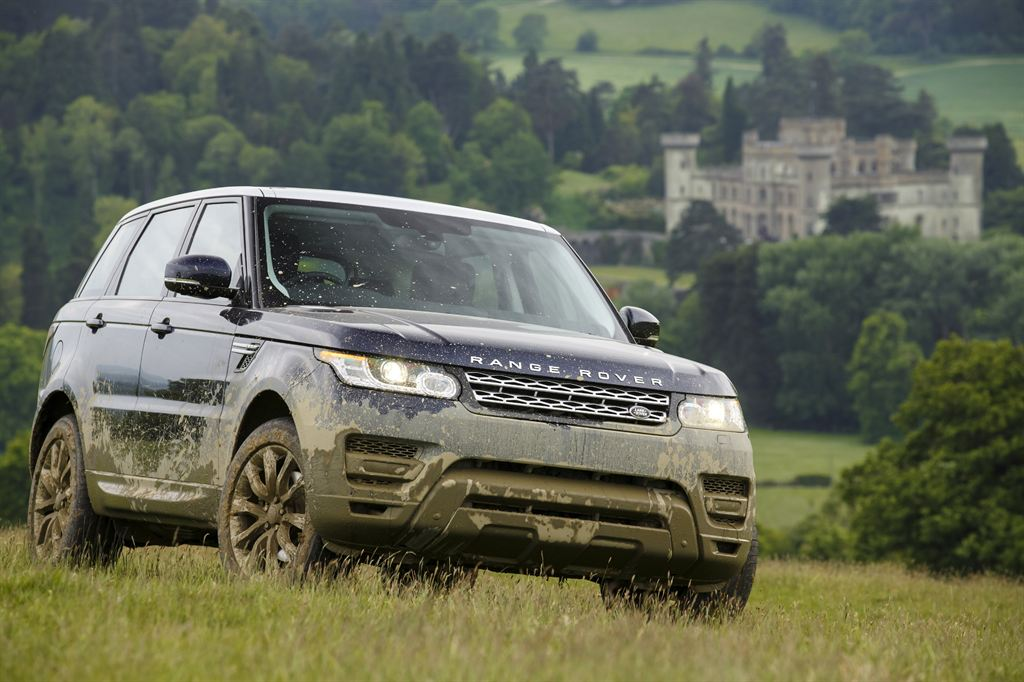
Range Rover Sport generatie II

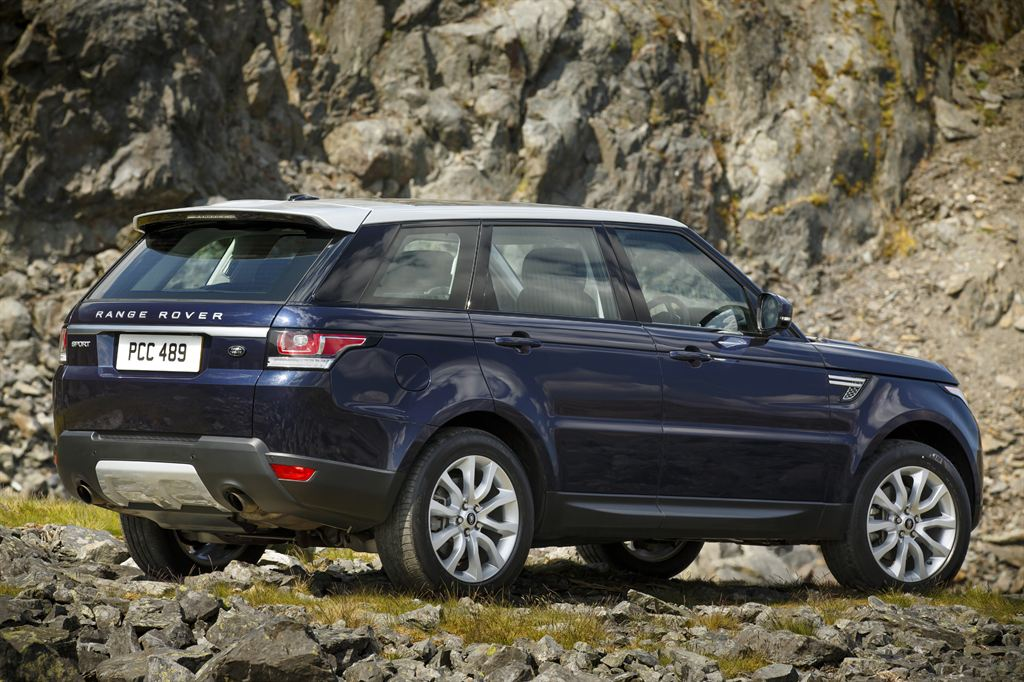
Range Rover Sport generatie II

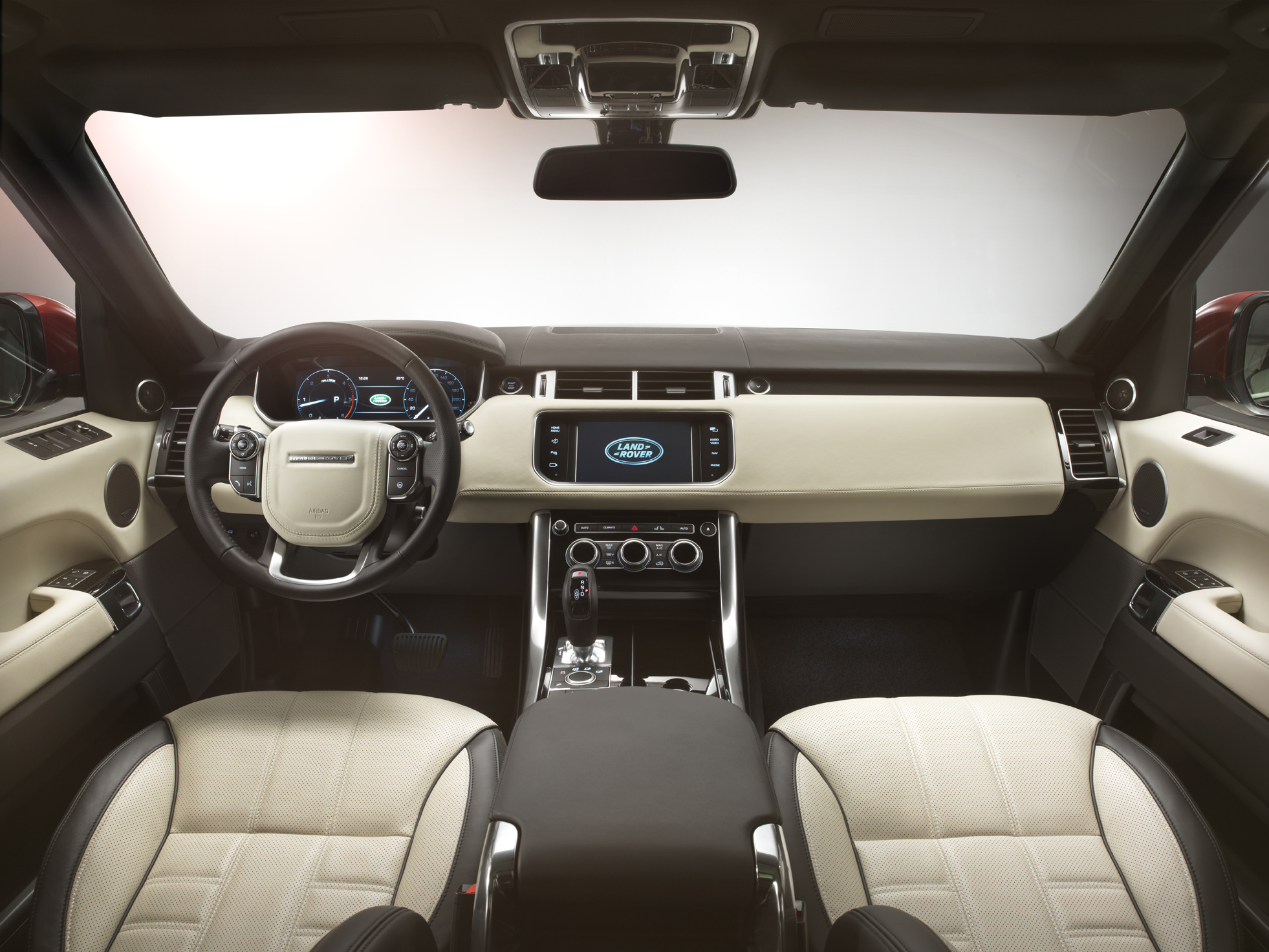
Range Rover Sport dashboard generatie II

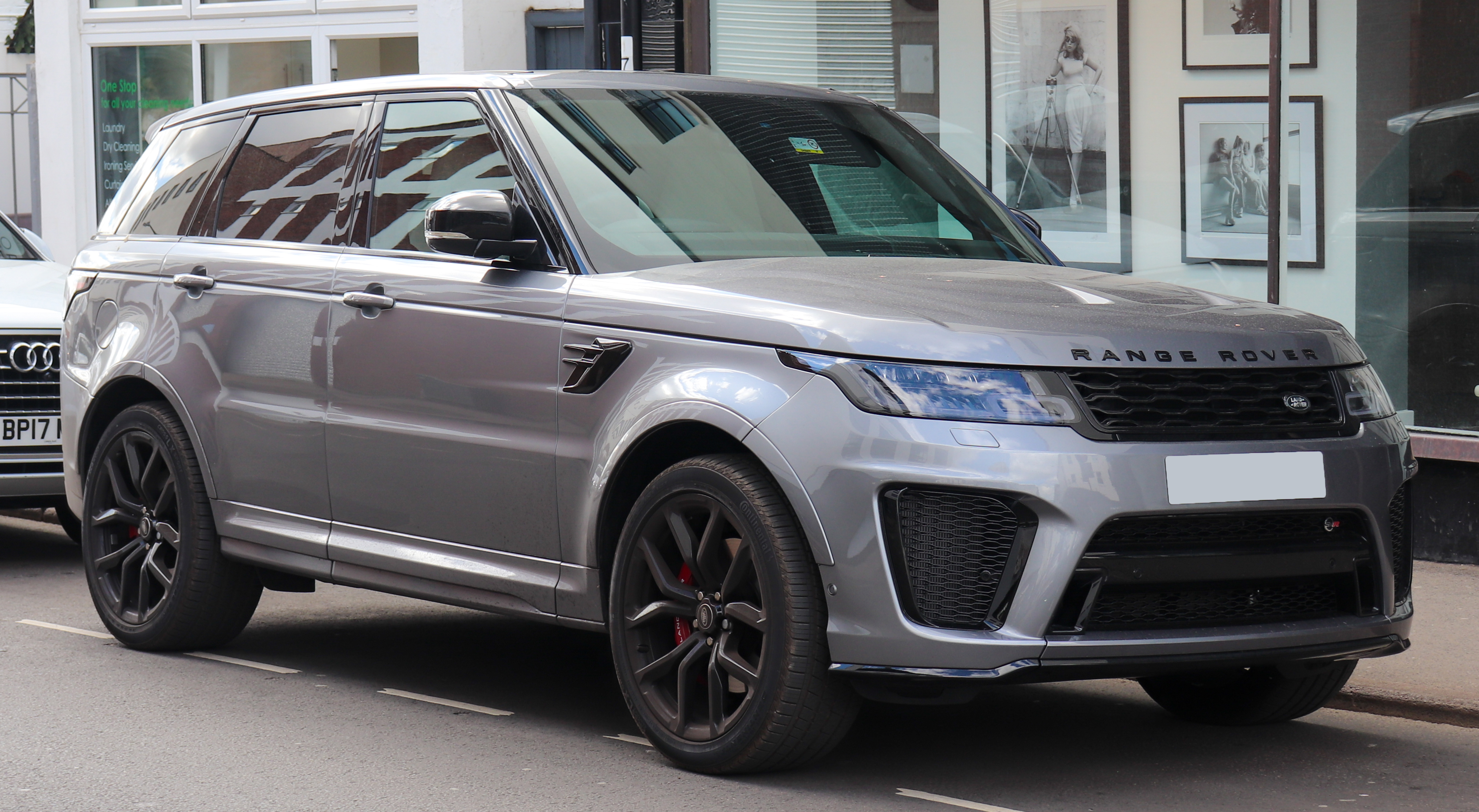
Range Rover Sport SVR facelift generatie II

De tweede generatie Range Rover Sport (type L494) werd 27 maart 2013 gelanceerd op de New York International Auto Show.. Het ontwerp is van de hand van Gerry McGovern en ook onderhuids is de tweede generatie Sport volledig nieuw. Dit model staat op de D7u variant het Premium Lightweight Architecture (PLA) aluminium platform, wat onder andere ook gebruikt wordt voor de vijfde generatie Land Rover Discovery. Door de aluminium constructie is de tweede generatie Range Rover Sport tot wel 420 kilogram lichter dan z'n voorganger en ligt de CO2-uitstoot tot 15 procent lager. De Sport is uitgerust met het Terrain Response 2 systeem. Hiermee is het voor de bestuurder mogelijk om de respons van de motor, transmissie, differentieel en onderstel aan te passen aan de ondergrond: sneeuw, gras, grind, modder, zand en rotsen. Daarnaast kan de wagen zelf de rijomstandigheden analyseren en zo automatisch de gepaste rij-instellingen bepalen.
| Model                   | Cilinderinhoud | Vermogen        | Koppel              | Type                   | Leverperiode      |
| ----------------------- | -------------- | --------------- | ------------------- | ---------------------- | ----------------- |
| Benzine                 |                |                 |                     |                        |                   |
| 3.0 V6 Supercharged     | 2995 cm³       | 279 kW (380 pk) | 450 Nm bij 3500 tpm | 6 cilinders, in V-vorm | 08/2016 - 10/2017 |
| 5.0 V8 Supercharged     | 5000 cm³       | 375kW (510 pk)  | 625 Nm bij 2500 tpm | 8 cilinders, in V-vorm | 07/2013 - 10/2017 |
| 5.0 V8 Supercharged SVR | 5000 cm³       | 404 kW (550 pk) | 680 Nm bij 2500 tpm | 8 cilinders, in V-vorm | 01/2015 - 10/2017 |
| Diesel                  |                |                 |                     |                        |                   |
| 2.0 SD4                 | 1999 cm³       | 177 kW (240 pk) | 500 Nm bij 1500 tpm | 4 cilinders, in lijn   | 08/2016 - 10/2017 |
| 3.0 TDV6                | 2993 cm³       | 190 kW (258 pk) | 600 Nm bij 2000 tpm | 6 cilinders, in V-vorm | 07/2013 - 10/2017 |
| 3.0 SDV6                | 2993 cm³       | 215 kW (292 pk) | 600 Nm bij 2000 tpm | 6 cilinders, in V-vorm | 07/2013 - 05/2015 |
| 3.0 SDV6                | 2993 cm³       | 225 kW (306 pk) | 700 Nm bij 1500 tpm | 6 cilinders, in V-vorm | 05/2015 - 10/2017 |
| 3.0 SDV6 Hybrid         | 2993 cm³       | 250 kW (340 pk) | 700 Nm bij 2000 tpm | 6 cilinders, in V-vorm | 07/2014 - 05/2015 |
| 3.0 SDV6 Hybrid         | 2993 cm³       | 260 kW (354 pk) | 700 Nm bij 1500 tpm | 6 cilinders, in V-vorm | 05/2015 - 10/2017 |
| 4.4 SDV8                | 4367 cm³       | 250 kW (339 pk) | 700 Nm bij 1750 tpm | 8 cilinders, in V-vorm | 01/2014 - 10/2017 |

Eind 2017 kreeg de tweede generatie van de Range Rover Sport een facelift. Zowel het exterieur als interieur werd licht gemoderniseerd, maar het belangrijkste verandering was de introductie van een plug-inhybride. Het gamma van de Sport kwam daarmee uit op  vier dieselvarianten, vier benzinevarianten en één plug-inhybride.
| Model                 | Cilinderinhoud | Vermogen        | Koppel              | Type                   | Leverperiode      |
| --------------------- | -------------- | --------------- | ------------------- | ---------------------- | ----------------- |
| Benzine               |                |                 |                     |                        |                   |
| P300                  | 1997 cm³       | 221 kW (300 pk) | 400 Nm bij 1500 tpm | 4 cilinders, in lijn   | 10/2017 - 02/2021 |
| P400e PHEV            | 1997 cm³       | 297 kW (404 pk) | 640 Nm bij 1500 tpm | 4 cilinders, in lijn   | 10/2017 - 05/2022 |
| P400e MHEV            | 2996 cm³       | 294 kW (400 pk) | 550 Nm bij 2000 tpm | 6 cilinders, in lijn   | 05/2019 - 05/2022 |
| 3.0 V6 Supercharged   | 2995 cm³       | 250 kW (340 pk) | 450 Nm bij 3500 tpm | 6 cilinders, in V-vorm | 10/2017 - 05/2018 |
| P525 Supercharged     | 5000 cm³       | 386 kW (525 pk) | 625 Nm bij 2500 tpm | 8 cilinders, in V-vorm | 10/2017 - 05/2022 |
| P575 Supercharged SVR | 5000 cm³       | 423 kW (575 pk) | 700 Nm bij 3500 tpm | 8 cilinders, in V-vorm | 10/2017 - 05/2022 |
| Diesel                |                |                 |                     |                        |                   |
| 2.0 SD4               | 1999 cm³       | 177 kW (240 pk) | 500 Nm bij 1500 tpm | 4 cilinders, in lijn   | 10/2017 - 05/2018 |
| 3.0 TDV6              | 2993 cm³       | 190 kW (258 pk) | 600 Nm bij 2000 tpm | 6 cilinders, in V-vorm | 10/2017 - 05/2018 |
| 3.0 SDV6              | 2993 cm³       | 190 kW (258 pk) | 600 Nm bij 2000 tpm | 6 cilinders, in V-vorm | 10/2017 - 07/2020 |
| 3.0 SDV6              | 2993 cm³       | 225 kW (306 pk) | 700 Nm bij 1500 tpm | 6 cilinders, in V-vorm | 10/2017 - 07/2020 |
| D250                  | 2997 cm³       | 183 kW (249 pk) | 600 Nm bij 1250 tpm | 6 cilinders, in lijn   | 07/2020 - 05/2022 |
| D300                  | 2997 cm³       | 221 kW (300 pk) | 650 Nm bij 1500 tpm | 6 cilinders, in lijn   | 07/2020 - 05/2022 |
| D350                  | 2997 cm³       | 258 kW (350 pk) | 700 Nm bij 1500 tpm | 6 cilinders, in lijn   | 07/2020 - 05/2022 |
| 4.4 SDV8              | 4367 cm³       | 250 kW (339 pk) | 700 Nm bij 1750 tpm | 8 cilinders, in V-vorm | 10/2017 - 05/2022 |

## Derde generatie (2022–heden)

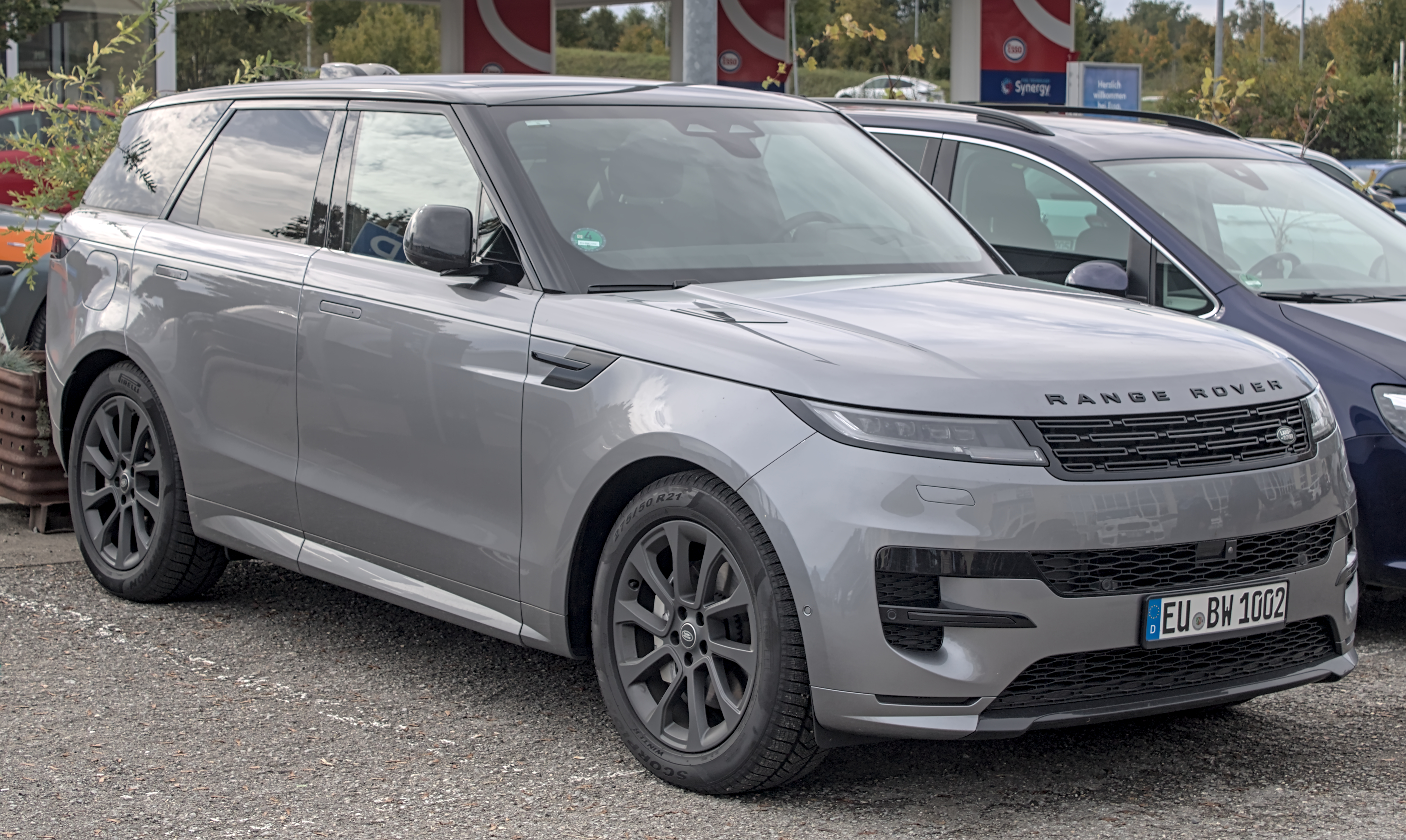
Range Rover Sport generatie III

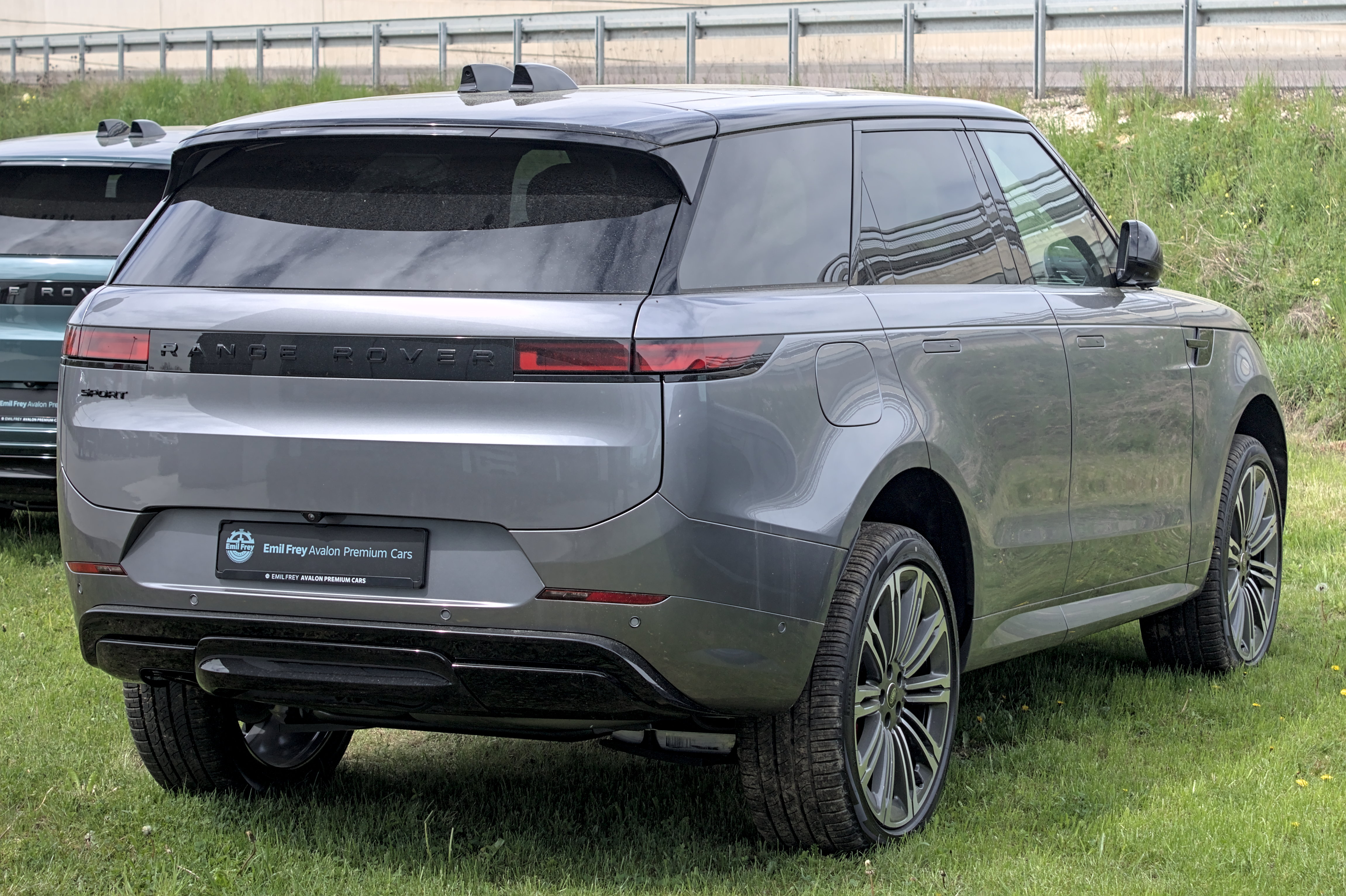
Range Rover Sport generatie III

Op 10 mei 2022 werd de derde generatie Range Rover Sport (type L461) gelanceerd. Het model is 4,95 meter lang en heeft een 75 mm langere wielbasis dan de voorgaande generatie om de binnenruimte te vergroten. De zescilinder verbrandingsmotoren zijn allemaal geëlektrificeerd, waarbij de dieselmotor een milde hybride is. De dieselvarianten D250 en D350 werden niet direct in Nederland geleverd.
| Model      | Cilinderinhoud | Vermogen        | Koppel              | Type                   | Leverperiode      |
| ---------- | -------------- | --------------- | ------------------- | ---------------------- | ----------------- |
| Benzine    |                |                 |                     |                        |                   |
| P440e PHEV | 2996 cm³       | 324 kW (440 pk) | 640 Nm bij 1500 tpm | 6 cilinders, in lijn   | 05/2022 - 05/2023 |
| P460e PHEV | 2996 cm³       | 338 kW (460 pk) | 660 Nm bij 1500 tpm | 6 cilinders, in lijn   | 05/2023 - heden   |
| P510e PHEV | 2996 cm³       | 375 kW (510pk)  | 700 Nm bij 1500 tpm | 6 cilinders, in lijn   | 05/2022 - 05/2023 |
| P550e PHEV | 2996 cm³       | 404 kW (550pk)  | 800 Nm bij 1500 tpm | 6 cilinders, in lijn   | 05/2023 - heden   |
| P530       | 4395 cm³       | 390 kW (530 pk) | 750 Nm bij 1800 tpm | 8 cilinders, in V-vorm | 05/2022 - heden   |
| P635 SV    | 4395 cm³       | 467 kW (635 pk) | 750 Nm bij 1800 tpm | 8 cilinders, in V-vorm | 05/2023 - heden   |
| Diesel     |                |                 |                     |                        |                   |
| D250       | 2997 cm³       | 183 kW (249 pk) | 600 Nm bij 1250 tpm | 6 cilinders, in lijn   | 06/2024 - heden   |
| D300       | 2997 cm³       | 221 kW (300 pk) | 650 Nm bij 1500 tpm | 6 cilinders, in lijn   | 05/2022 - heden   |
| D350       | 2997 cm³       | 258 kW (350 pk) | 700 Nm bij 1500 tpm | 6 cilinders, in lijn   | 06/2024 - heden   |

In productie:
Defender ·
Discovery Sport ·
Discovery ·
Range Rover Evoque ·
Range Rover Velar ·
Range Rover Sport ·
Range Rover
Niet meer in productie:
Series 1 ·
Series 2 ·
Series 3 ·
Freelander ·
Defender